# 이폴리토 이리고옌

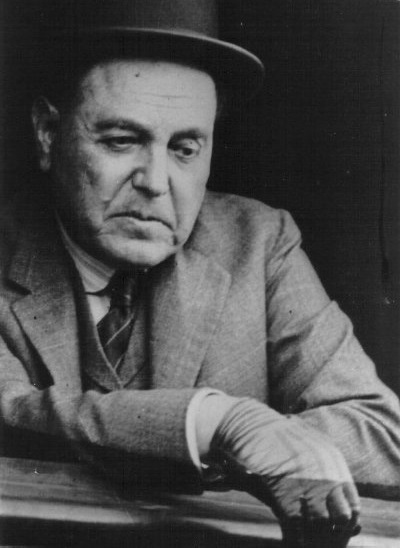
이폴리토 이리고옌 (1926년)

이폴리토 이리고옌(스페인어: Hipólito Yrigoyen, 1852년 7월 12일~1933년 7월 3일)은 아르헨티나의 정치인이다. 직접선거로 선출된 최초의 아르헨티나 대통령으로, 1916년부터 1922년, 다시 1928년부터 1930년까지 두 차례에 걸쳐 대통령직을 수행했다.